# Erasmusspeld
De Erasmusspeld is een onderscheiding die in 1979 door de gemeente Rotterdam werd ingesteld. De speld is vernoemd naar de humanist Desiderius Erasmus (1466-1536) en wordt uitgereikt aan personen die zich lange tijd op sociaal, cultureel, economisch of sportief gebied verdienstelijk hebben gemaakt voor de Rotterdamse samenleving, alsook aan ambtenaren die veertig jaar in dienst van de gemeente zijn. De speld is uitgevoerd in zilver.

## Ontvangers van de Erasmusspeld
Vele personen ontvingen in de loop der jaren de Rotterdamse gemeentelijke onderscheiding. Hieronder worden begiftigden vermeld die een artikel op Wikipedia hebben.
| Jaar | Persoon             | Beroep                                                  |
| ---- | ------------------- | ------------------------------------------------------- |
| 1982 | Freek Velders       | dirigent                                                |
| 1989 | Fred van der Hilst  | acteur                                                  |
| 1980 | Herman rijks        | Politie Commissaris Rotterdam                           |
| 1990 | Lee Towers          | zanger                                                  |
| 1992 | Bram Boelee         | concertpianist                                          |
| 1992 | Jaap Valkhoff       | musicus                                                 |
| 1993 | Käthy Gosschalk     | danseres en choreograaf                                 |
| 1994 | Annie de Reuver     | 80                                                      |
| 1994 | Daniël Wayenberg    | concertpianist                                          |
| 1995 | Maria Heiden        | boekhandelaar                                           |
| 1999 | Rein Wolters        | journalist                                              |
| 2000 | Aad van der Struijs | journalist                                              |
| 2003 | Joke Bruijs         | actrice-zangeres                                        |
| 2003 | Jop Pannekoek       | regisseur                                               |
| 2004 | Louis Kockelmann    | artiest van de cabaretgroep Het Groot Niet Te Vermijden |
| 2004 | Paul Röttger        | acteur-regisseur en theaterdirecteur                    |
| 2005 | Eugène Drenthe      | toneelschrijver, -regisseur en dichter                  |
| 2006 | Rien Vroegindeweij  | dichter-schrijver                                       |
| 2008 | Jana Beranová       | dichter-schrijver                                       |
| 2010 | Peter Bonthuis      | directeur (algemeen) van Sparta Rotterdam               |
| 2011 | Marc Belder         | musicus en dirigent                                     |
| 2011 | Jean Wiertz         | componist en docent                                     |
| 2012 | Kees Verhaar        | muziekdocent en dirigent kinderkoor                     |
| 2013 | Rob Jacobs          | voetballer en trainer                                   |
| 2014 | Inez Weski          | advocaat                                                |
| 2015 | Wim Embregts        | pinkstervoorganger en publicist                         |
| 2016 | Salima Belhaj       | politica                                                |